# ブルー&ロンサム
『ブルー&ロンサム』（Blue & Lonesome）は、2016年に発表されたローリング・ストーンズのスタジオ・アルバム。プロデュースはドン・ウォズおよびグリマー・ツインズ。全英1位、全米4位を記録。

## 解説
前作『ア・ビガー・バン』（2005年）から11年ぶりとなる新作アルバムは、キャリア54年目にしてグループ初のカバー・アルバムとなった。収録曲は彼らのルーツである古典的なブルースで占められている。録音は2015年12月にわずか3日間という短期間で実施された。外部ミュージシャンの参加も少なく、レギュラー・メンバーであるダリル・ジョーンズやチャック・リーヴェルの他に3名のゲストしか参加していない。ゲストの一人であるエリック・クラプトンがストーンズのスタジオ作品に参加するのは1970年以来46年ぶり。ミック・ジャガーがハーモニカ以外の楽器を全く演奏していないのは1986年の『ダーティ・ワーク』以来、またキース・リチャーズがリード・ボーカルをとった曲が1曲もないのは1974年の『イッツ・オンリー・ロックン・ロール』以来のことである。本作はオーバー・ダビングもほとんど行われておらず、正に原点回帰となった作品である。本作はデジパック仕様の通常版に加え、72ページに及ぶアルバムメイキングを解説したブックレットとポストカードが付いたデラックス・エディションも発売された。LP盤は2枚組で発売されている。ストーンズのスタジオ・アルバムで、グループのロゴである舌のマークが表ジャケットの意匠に使用されたのはこれが初めてである（コンピレーション・アルバムなどには何度も使用されている）。
本作は当初からカバー・アルバムとして制作されていたわけではなく、偶然な流れでこのようになったという。メンバーによれば、当初は新曲を録音していたが、飽きてきたので気分転換にブルースを演奏してみたところ、全員が夢中になったという。偶然隣のスタジオに滞在していたクラプトンは、挨拶のため訪れたストーンズのスタジオでセッションに参加することが決まった。尚、中断されたままの曲の制作について、プロデューサーのドン・ウォズは「これで終わりなんてことは全くない」と語り、オリジナル・アルバムも完成させることを示唆した。

## 評価
イギリスでは初登場で1位となり、プラチナ・ディスクも獲得した。グループのアルバムが英国で1位となるのは2010年の『メイン・ストリートのならず者』デラックス・エディション以来6年ぶり、新作アルバムでは1994年の『ヴードゥー・ラウンジ』以来22年ぶり。その他、スイス、ドイツ、オーストリア、オランダ、ベルギー、スウェーデン、ノルウェー、オーストラリアにおいても、それぞれ1位を獲得している。日本でも3位に付け、これでストーンズは日本において1970年代、80年代、90年代、2000年代、2010年代と5つの世代でトップ10入りする記録を達成した（洋楽部門では5組目）。アメリカでは4位が最高位である。
各プレスからの評価も、デイリー・テレグラフでは5/5、オールミュージックおよびローリング・ストーンで4.5/5、ニュー・ミュージカル・エクスプレスでは4/5と、おおむね高評価を受けた。Metacriticによるスコアは100点満点中82点。

## 収録曲
1. ジャスト・ユア・フール - Just Your Fool (Buddy Johnson) 2:16
2. コミット・ア・クライム - Commit a Crime (Howlin' Wolf) 3:38
3. ブルー・アンド・ロンサム - Blue and Lonesome (Little Walter) 3:07
4. オール・オブ・ユア・ラヴ - All of Your Love (Magic Sam) 4:46
5. アイ・ガッタ・ゴー - I Gotta Go (Little Walter) 3:26
6. エヴリバディ・ノウズ・アバウト・マイ・グッド・シング - Everybody Knows About My Good Thing (Miles Grayson, Lermon Horton) 4:30
7. ライド・エム・オン・ダウン - Ride 'Em on Down (Eddie Taylor) 2:48
8. ヘイト・トゥ・シー・ユー・ゴー - Hate to See You Go (Little Walter) 3:20
9. フー・ドゥー・ブルース - Hoo Doo Blues (Otis Hicks, Jerry West) 2:36
10. リトル・レイン - Little Rain (Ewart G.Abner Jr., Jimmy Reed) 3:32
11. ジャスト・ライク・アイ・トリート・ユー - Just Like I Treat You (Willie Dixon) 3:24
12. アイ・キャント・クイット・ユー・ベイビー - I Can't Quit You Baby (Willie Dixon) 5:13

## パーソナル
※CD記載のクレジットに準拠
ローリング・ストーンズ
- ミック・ジャガー - ボーカル、ハーモニカ
- キース・リチャーズ - エレキギター
- チャーリー・ワッツ - ドラムス
- ロン・ウッド - エレキギター

ゲスト・ミュージシャン
- ダリル・ジョーンズ - ベース
- チャック・リーヴェル - キーボード
- マット・クリッフォード - キーボード
- エリック・クラプトン - エレキギター（#6、#12）
- ジム・ケルトナー - パーカッション（#9）

スタッフ
- ドン・ウォズ、グリマー・ツインズ - プロデューサー
- クリッシュ・シャーマ - エンジニア、ミキサー
- アンディ・クック、ジェイソン・エリオット、デリック・ストックウェル - アシスタント・エンジニア
- スティーブン・マーカソン - マスタリング
- ドン・マッコーリー - ドラム・テクニシャン
- ピエール・ド・ボーポール - クルー・チーフ
- リチャード・ヘイヴァーズ - ライナー・ノーツ